# Lingue luzon settentrionali
Le lingue luzon settentrionali o lingue della cordigliera, sono un sottogruppo delle Lingue filippine, uno dei raggruppamenti del ramo maleo-polinesiaco della famiglia linguistica delle Lingue austronesiane. 
Queste lingue sono parlate nelle Filippine, in particolare la lingua ilocana è la terza lingua più parlata di tutto l'arcipelago..

## Classificazioni

### Classificazione secondo Blust
Blust (1991) classifica all'interno del gruppo luçon settentrionale, sei gruppi di lingue. La loro composizione è la seguente:
- Lingue luzon settentrionali, stricto sensu:
  - Lingua arta
  - Lingua ilocana
- Lingue della cordigliera settentrionale
  - paranan
  - agta di Casiguran Dumagat
  - agta di Cagayan oriental
  - agta di Cagayan central
  - atta
  - ga'dang o gaddang
  - ibanag
  - malaweg
  - isneg ou isnag
  - itawis
  - yogad
- Alta del Nord
- Alta del Sud
- Lingue della cordigliera centrale
  - isinai
  - kalinga
  - kalinga di Guinaang
  - kalinga di Limos
  - kalingan dell'alto Tanudan
  - itneg
  - balangaw
  - ifugao di Batad
  - ifugao di kiangan
  - kankanay del Nord
  - bontok oriental
  - bontok di Guinaang
  - bontok di Tukukan
  - bontok die Talubin
- Lingue della cordigliera meridionale
  - ilongot
  - pangasinan
  - karao o karaw
  - ibaloy o inibaloi
  - kallahan di kayapa
  - kallahan keley-i
  - kallahan di tinoc

### Classificazione secondo Ethnologue
Ethnologue.com. 18ª edizione (2015), dà per il gruppo la seguente classificazione:
Il numero rappresenta quante lingue formino il sottogruppo.
[tra parentesi il codice ISO 639-3.] 
- Lingue Luzon settentrionali 55 
  - Lingua Arta  [atz]
  - Lingua Ilocano  [ilo]
  - Lingue Meso-Cordigliera 36 
    - Lingue Alta 2 
      - Lingua Alta, Settentrionale  [aqn]
      - Lingua Alta, Meridionale  [agy]

    - Lingue della Cordigliera centro-meridionale 34 
      - Lingue della Cordigliera Centrale 26 
        - Lingua Isinai  [inn]
        - Lingue della Cordigliera centro-settentrionale 25 
          - Lingue Kalinga-IItneg 13 
            - Lingue IItneg 5 
              - Lingua Itneg, Binongan  [itb]
              - Lingua Itneg, Inlaod  [iti]
              - Lingua Itneg, Maeng  [itt]
              - Lingua Itneg, Masadiit  [tis]
              - Lingua Itneg, Moyadan  [ity]

            - Lingue Kalinga 8 
              - Lingua Itneg, Banao  [bjx]
              - Lingua Kalinga, Butbut  [kyb]
              - Lingua Kalinga, Limos  [kmk]
              - Lingua Kalinga, Lubuagan  [knb]   .
              - Lingua Kalinga, Mabaka Valley  [kkg]
              - Lingua Kalinga, Majukayang  [kmd]
              - Lingua Kalinga, Meridionale  [ksc]
              - Lingua Kalinga, Tanudan  [kml]

          - Lingue Nuclear Cordigliera 12 
            - Lingua alangao  [blw]
              - Lingue Bontok-Kankanay 7
              - Lingue Bontok 5 
                - Lingua Bontok, Central  [lbk]
                - Lingua Bontok, Eastern  [ebk]
                - Lingua Bontok, Settentrionale  [rbk]
                - Lingua Bontok, Meridionale  [obk]
                - Lingua Bontok, Southwestern  [vbk]

              - Lingue Kankanay 2 
                - Lingua Kankanaey  [kne]
                - Lingua Kankanay, Settentrionale  [xnn]

              - Lingue Ifugaw 4 
                - Lingua Ifugao, Amganad  [ifa]
                - Lingua Ifugao, Batad  [ifb]
                - Lingua Ifugao, Mayoyao  [ifu]
                - Lingua Ifugao, Tuwali  [ifk]

  - Lingue della Cordigliera meridionale 8 
    - Lingua Ilongot  [ilk]  .
    - Lingue della Cordigliera sud-occidentale 7 
      - Lingua Pangasinan  [pag]
      - Lingue della Cordigliera Nuclear Sud 6 
        - Lingue Ibaloy 2 
          - Lingua I-wak  [iwk]
          - Lingua Ibaloi  [ibl]

        - Lingue Kallahan 3 
          - Lingua Kallahan, Kayapa  [kak]
          - Lingua Kallahan, Keley-i  [ify]  .
          - Lingua Kallahan, Tinoc  [tne]

        - Lingua Karao  [kyj]

  - Lingue della Cordigliera Settentrionale 17 
    - Lingue della valle di Cagayan 11 
      - Lingue Ibanagi 9 
        - Lingua Atta, Faire  [azt]
        - Lingua Atta, Pamplona  [att]
        - Lingua Atta, Pudtol  [atp]  .
        - Lingua Ibanag  [ibg]
        - Lingua Itawit  [itv]
        - Lingua Yogad  [yog]
        - Lingue Gaddang 3 
          - Lingua Agta, Central Cagayan  [agt]
          - Lingua Gaddang  [gad]
          - Lingua Ga’dang  [gdg]

      - Lingue Isnag 2 
        - Lingua Adasen  [tiu]
        - Lingua Isnag  [isd]

      - Lingue Luzon nord-orientali 6 
        - Lingua Agta, Pahanan  [apf]  .
        - Lingua Paranan  [prf]
        - Lingue Settentrionali 4 
          - Lingua Agta, Casiguran Dumagat  [dgc]  .
          - Lingua Agta, Dicamay  [duy]
          - Lingua Agta, Dupaninan  [duo]
          - Lingua Kasiguranin  [ksn]